# Open Vlaamse Liberalen en Democraten
Open Vlaamse Liberalen en Democraten (Open Liberals i Demòcrates Flamencs) (Open Vld), és un partit polític flamenc. La cara visible del partit és l'actual president belga, Guy Verhofstadt. En 2007 canviar el nom de VLD a OpenVLD després d'unificar-se amb Vivant i Crida Liberal, una escissió del VLD.

## Història
Fou creat el 1992 a partir del Partij voor Vrijheid en Vooruitgang (PVV), nom que va prendre la secció flamenca del Partit Liberal.
Ideològicament, el VLD fou un partit molt dretà degut a la influència que sobre Guy Verhofstadt hi tenia Margaret Thatcher. Sobre qüestions econòmiques VLD va girar ràpidament cap al centrisme en l'enfocament del lliure mercat, en part sota la influència del científic Dirk Verhofstadt. El nou president president Bart Somers el novembre de 2006 va fer una crida a una "revolució" dins del partit, afirmant que "un partit liberal", com el VLD, "només pot ser progressista i social." 
Després de les eleccions legislatives belgues de 1999, el seu cap Guy Verhofstadt fou nomenat primer ministre en un govern de coalició amb el Parti Réformateur Libéral, els socialistes de Flandes i de Valònia i els ecologistes Groen i Ecolo.
A les eleccions legislatives belgues de 2003 els liberals i els socialistes obtenen bons resultats, la qual cosa permet a Guy Verhofstadt continuar sent el primer ministre, aquesta vegada amb un govern de coalició liberal-socialista del VLD, Mouvement Réformateur (MR), els refundats socialistes de Flandes (SP.a) i el PS. El partit va perdre bona part del seu recurs ideològic i fou durament criticat per alguns sectors del partit, com Boudewijn Bouckaert, sobretot pel fet que la prioritat que ha posat en el compromís belga, permetent al PS mantenir una posició predominant en la política belga.
El 2004 es va associar amb el minoritari liberal Vivant per a les eleccions flamenques i les eleccions europees, però van perdre davant el Vlaams Blok i els democristians. Rivalitats internes, el suport als drets electorals dels immigrants i el fracàs de la política econòmica foren les principals raons de la seva derrota electoral. Això provocà que negociés un govern de coalició amb els democristians i nacionalistes moderats. El juliol de 2004, el cap del VLD Karel De Gucht substituí Louis Michel (MR) com a ministre d'Afers Exteriors, i Bart Somers fou nomenat nou cap del partit.
A les eleccions legislatives belgues de 2007 es va presentar amb Vivant i Crida Liberal, una escissió del VLD, ja amb el nom Open VLD i va perdre molts vots, Guy Verhofstadt no fou capaç de formar govern i el 2008 va dimitir.
El 12 de desembre de 2009 Alexander De Croo va ser elegit president del partit, i cinc mesos després de ser elegit líder del partit, De Croo va amenaçar amb retirar l'Open VLD de la coalició de govern del primer ministre Yves Leterme si no hi havia solució a la disputa constitucional en la qüestió de la votació Brussel·les-Halle-Vilvoorde, i passat el termini, el partit va abandonar el govern, que va caure. Tanmateix, De Croo no va poder evitar que continués la davallada del seu partit a les eleccions legislatives belgues de 2010, en les què aconseguí ser membre del Senat de Bèlgica. L'11 d'octubre de 2011 es va presentar un acord entre els partits flamencs Christen-Democratisch en Vlaams (CD&V), Open VLD, Socialistische Partij Anders (sp.a), Groen! i els francòfons Parti Socialiste (PS), Mouvement Réformateur (MR), Centre Demòcrata Humanista (CDH) i Ecolo per a una sisena reforma institucional en la que el districte electoral i judicial de Brussel·les-Halle-Vilvoorde es dividiria, es transferirien competències federals a les comunitats i regions com economia, ocupació i política familiar, i el Senat belga ja no seria elegit directament, sinó que es convertirà en una assemblea de parlaments regionals, amb menys membres. Tanmateix, encara s'havia de formar una coalició de govern, que s'establiria el 6 de desembre del 2011 amb Elio Di Rupo com a primer ministre fruit del nou acord entre PS, CD&V, MR, SP.A, Open VLD i CDH.
En 2012 Gwendolyn Rutten va esdevenir la líder del partit. Després de les eleccions de 2014, Charles Michel del MR esdevingué el primer ministre més jove de la història de Bèlgica. amb un govern de coalició de Nieuw-Vlaamse Alliantie (N-VA), MR, Christen-Democratisch en Vlaams (CD&V) i Open Vld.

### Govern d'Alexander de Croo
Després de les eleccions legislatives belgues de 2019, Charles Michel del Mouvement Réformateur (MR) va exercir de primer ministre interí fins al 27 d'octubre de 2019, quan fou nomenat President del Consell Europeu sent rellevat per Sophie Wilmès també del MR fins que l'1 d'octubre de 2020 Alexander De Croo de l'Open Vld va assumir el càrrec de primer ministre amb el govern de coalició del seu partit, l'Open Vld amb el MR, els socialistes de Flandes (Endavant) i de Valònia (PS), Christen-Democratisch en Vlaams (CD&V) i els ecologistes flamencs i els valons.
El 2020 Gwendolyn Rutten va anunciar que després de dos mandats no tornaria a presentar-se a la direcció del partit, i Egbert Lachaert fou escollit per succeir-la, fins que el 23 de setembre de 2023 Tom Ongena fou nomenat president del partit.

### A l'oposició
Alexander De Croo i Tom Ongena van dimitir pels mals resultats del partit en les eleccions federals, regionals i europees de 2024. El partit quedà a l'oposició del nou govern federal i Eva De Bleeker fou l'escollida per substituïr Tom Ongena.

## Resultats electorals
| Eleccions legislatives belgues | Eleccions legislatives belgues | Eleccions legislatives belgues | Eleccions legislatives belgues | Eleccions legislatives belgues | Eleccions legislatives belgues | Eleccions legislatives belgues | Eleccions legislatives belgues |
| Any                            | Lider                          | Vots                           | %                              | +/-                            | Escons                         | +/-                            | Govern                         |
| ------------------------------ | ------------------------------ | ------------------------------ | ------------------------------ | ------------------------------ | ------------------------------ | ------------------------------ | ------------------------------ |
| 1995                           | Guy Verhofstadt                | 798,363                        | 13,1 / 100                     |                                | 21 / 150                       |                                | Oposició                       |
| 1999                           | Guy Verhofstadt                | 888,973                        | 14,3 / 100                     | ▲1,2                           | 23 / 150                       | ▲2                             | Coalició                       |
| 2003                           | Guy Verhofstadt                | 1,009,223                      | 15,4 / 100                     | ▲1,1                           | 25 / 150                       | ▲2                             | Coalició                       |
| 2007                           | Guy Verhofstadt                | 789,445                        | 11,8 / 100                     |                                | 18 / 150                       |                                | Coalició                       |
| 2010                           | Alexander De Croo              | 563.873                        | 8,64 / 100                     | ▼ 3,19                         | 13 / 150                       | ▼ 5                            | Coalició                       |
| 2014                           | Gwendolyn Rutten               | 659.571                        | 9,8 / 100                      |                                | 14 / 150                       | ▲ 1                            | Coalició                       |
| 2019                           | Gwendolyn Rutten               | 579.334                        | 8,54 / 100                     | ▼ 1,24                         | 12 / 150                       | ▼ 2                            | Coalició                       |
| 2024                           | Tom Ongena                     | 380.659                        | 5,45 / 100                     | ▼ 3,09                         | 7 / 150                        | ▼ 5                            | Oposició                       |

### Senat
| Any  | Vots      | %    | Escons | +/- |
| ---- | --------- | ---- | ------ | --- |
| 1995 | 796,154   | 13.3 | 6 / 40 | 7   |
| 1999 | 952,116   | 15.4 | 6 / 40 | =   |
| 2003 | 1,007,868 | 15.4 | 7 / 40 | 1   |
| 2007 | 821,980   | 12.4 | 5 / 40 | 2   |
| 2010 | 533,124   | 8.24 | 4 / 40 | 1   |
| 2014 |           |      | 5 / 60 | 1   |
| 2019 |           |      | 5 / 60 | =   |
| 2024 |           |      | 3 / 60 | 2   |

### Regional

#### Parlament de Brussel·les
| Any  | Vots                   | %                      | %                      | Escons | +/- | Govern         |
| Any  | Vots                   | D.E.C.                 | Total                  | Escons | +/- | Govern         |
| ---- | ---------------------- | ---------------------- | ---------------------- | ------ | --- | -------------- |
| 1989 | 12,143                 |                        | 2.8 (#8)               | 2 / 75 |     | Oposició       |
| 1995 | 11,034                 |                        | 2.7 (#8)               | 2 / 75 | =   | Oposició       |
| 1999 | En coalició amb VU     | En coalició amb VU     | En coalició amb VU     | 2 / 75 | =   | Coalició       |
| 2004 | En coalició amb Vivant | En coalició amb Vivant | En coalició amb Vivant | 4 / 89 | 2   | Coalició       |
| 2009 | 11,957                 | 23.1 (#1)              | 2.6 (#5)               | 4 / 89 | =   | Coalició       |
| 2014 | 14,296                 | 26.7 (#1)              | 3.1 (#7)               | 5 / 89 | 1   | Coalició       |
| 2019 | 11,051                 | 15.8 (#3)              | 2.4 (#9)               | 3 / 89 | 2   | Coalició       |
| 2024 | 8,537                  | 10.6 (#4)              | 1.7 (#10)              | 2 / 89 | 1   | Per determinar |

#### Parlament flamenc
| Any  | Vots                   | %                      | Escons   | +/- | Govern   |
| ---- | ---------------------- | ---------------------- | -------- | --- | -------- |
| 1995 | 761,262                | 20.2 (#2)              | 26 / 124 |     | Oposició |
| 1999 | 855,867                | 21.7 (#2)              | 27 / 124 | 1   | Coalició |
| 2004 | En coalició amb Vivant | En coalició amb Vivant | 25 / 124 | 2   | Coalició |
| 2009 | 616,610                | 15.0 (#4)              | 21 / 124 | 4   | Oposició |
| 2014 | 594,469                | 14.2 (#3)              | 19 / 124 | 2   | Coalició |
| 2019 | 556,630                | 13.1 (#4)              | 16 / 124 | 3   | Coalició |
| 2024 | 364,609                | 8.3 (#5)               | 9 / 124  | 7   | Oposició |

### Parlament Europeu
| Any  | Líder                     | Vots                   | %                      | %                      | Escons | +/- | Grup |
| Any  | Líder                     | Vots                   | D.E.C.                 | Total                  | Escons | +/- | Grup |
| ---- | ------------------------- | ---------------------- | ---------------------- | ---------------------- | ------ | --- | ---- |
| 1994 | Willy De Clercq           | 678,421                | 18.36 (#2)             | 11.37                  | 3 / 25 | Nou | ELDR |
| 1999 | Annemie Neyts-Uyttebroeck | 847,099                | 21.88 (#2)             | 13.61                  | 3 / 25 | =   | ELDR |
| 2004 | Guy Verhofstadt           | En coalició amb Vivant | En coalició amb Vivant | En coalició amb Vivant | 3 / 24 | =   | ALDE |
| 2009 | Guy Verhofstadt           | 837,834                | 20.56 (#2)             | 12.75                  | 3 / 22 | =   | ALDE |
| 2014 | Guy Verhofstadt           | 858,872                | 20.40 (#2)             | 12.84                  | 3 / 21 | =   | ALDE |
| 2019 | Guy Verhofstadt           | 678,051                | 15.95 (#3)             | 10.07                  | 2 / 21 | 1   | RE   |
| 2024 | Hilde Vautmans            | 410,743                | 9.11 (#4)              | 5.76                   | 1 / 22 | 1   | RE   |

## Presidents

### Partit Liberal
- Albert Mechelynck 1920-1921
- Edouard Pecher 1924-1926
- Albert Devèze 1927-1933
- Octave Dierckx 1933-1934
- Léon Dens 1935-1936
- Victor de Laveleye 1936-1937
- Emile Coulonvaux 1937-1940
- Jane Brigode i Fernand Demets (copresidents) 1940-1945
- Roger Motz 1945-1953
- Henri Liebaert 1953-1954
- Maurice Destenay 1954-1958
- Roger Motz 1958-1961

### PVV/PLP
- Omer Vanaudenhove 1961-1968
- Norbert Hougardy i Milou Jeunehomme (copresidents) 1968-1969
- Pierre Descamps 1969-1972

### PVV
- Willy De Clercq 1972-1973
- Frans Grootjans 1973-1977
- Willy De Clercq 1977-1982
- Guy Verhofstadt 1982-1985
- Annemie Neyts 1985-1989
- Guy Verhofstadt 1989-1992

### VLD
- Guy Verhofstadt 1992-1995
- Herman De Croo 1995-1997
- Guy Verhofstadt 1997-1999
- Karel De Gucht 1999-2004
- Dirk Sterckx 2004
- Bart Somers 2004-2009
- Alexander De Croo 2009-